# 恐龙猎人系列
恐龙猎人是一个根据同名漫画制作的第一人物射击游戏系列。系列首作设定在具有恐龙以及其他早期生物的原始世界，因而得此译名。

## 游戏

### 恐龙猎人
英文标题 Turok: Dinosaur Hunter（此为本系列中译名的由来），系列第一作，由 Iguana Entertainment 制作、Acclaim 发行。于 1997 年在任天堂 N64 和 Windows 发行。2015 年由 Nightdive Studios 重制并登陆 Steam。2025年又推出重制版的PS 5和Xbox Series版本。

### 恐龙猎人2：邪恶之种
英文标题 Turok 2: Seeds of Evil，系列第二作，同样由 Iguana Entertainment 制作、Acclaim 发行，1998 年底于 N64 发行、1999 年移植至 Windows。2017 年同样由 Nightdive Studios 重制并登陆 Steam。

### 恐龙猎人3：遗忘之影
英文标题 Turok 3: Shadow of Oblivion，2000 年于 N64 上发行。

### 恐龙猎人：进化
系列前传作，2002 年在 GBA、PS2、XBox 和 NGC 上发行，2003 年在欧洲发行了 Windows 移植版。

### 恐龙猎人
系列重启作，由 Propaganda Games 制作、Touchstone Games 发行、Disney Interactive Studios 销售。在 2008 年发行于 X360 和 PS3 平台，同年晚些时候移植到 Windows。